# Prêmio Bibi Ferreira de Melhor Atriz em Musical
O Prêmio Bibi Ferreira para Melhor Atriz em Musical é um prêmio anual destinado a melhor interpretação feminina do teatro musical brasileiro. 
A categoria está presente desde a primeira edição da premiação, ocasião em que Vanessa Gerbelli ganhou por sua atuação em Quase Normal.
Ao todo 35 atrizes foram indicadas para essa categoria desde 2013. Bruna Guerin e Cláudia Raia são as atrizes mais indicadas para a categoria, com 4 indicações cada. Laila Garin e Bruna Guerin são as únicas atrizes a possuírem duas vitórias.
A atriz mais velha a receber o prêmio foi a Andrezza Massei aos 46 anos em 2022, enquanto que Bruna Guerin foi a atriz mais jovem a receber o prêmio, aos 30 anos em 2015. 

## Vencedoras e indicadas
| Ano       | Vencedora e indicadas | Musical                                   |
| --------- | --------------------- | ----------------------------------------- |
| 2013      | Vanessa Gerbelli      | Quase Normal                              |
| 2013      | Cláudia Raia          | Cabaret                                   |
| 2013      | Luciana Carnieli      | Lampeão e Lancelote                       |
| 2013      | Marisa Orth           | A Família Addams                          |
| 2013      | Marília Pêra          | Alô, Dolly!                               |
| 2014      | Laila Garin           | Elis, A Musical                           |
| 2014      | Cláudia Raia          | Crazy For You                             |
| 2014      | Giulia Nadruz         | Shrek, o Musical                          |
| 2014      | Sara Sarres           | A Madrinha Embriagada                     |
| 2014      | Tânia Alves           | Palavra de Mulher                         |
| 2015      | Bruna Guerin          | Urinal, o Musical                         |
| 2015      | Cláudia Netto         | Se Eu Fosse Você, o Musical               |
| 2015      | Karin Hils            | Mudança de Hábito                         |
| 2015      | Liane Maya            | As Damas de Pau                           |
| 2015      | Sara Sarres           | O Homem de La Mancha                      |
| 2016      | Fabi Bang             | Wicked                                    |
| 2016      | Amanda Acosta         | O Primeiro Musical a Gente Nunca Esquece  |
| 2016      | Bianca Tadini         | Cinderella                                |
| 2016      | Marisa Orth           | Mulheres à Beira de um Ataque de Nervos   |
| 2016      | Myra Ruiz             | Wicked                                    |
| 2017      | Laila Garin           | Gota d'Água (a seco)                      |
| 2017      | Giulia Nadruz         | Ghost, o Musical                          |
| 2017      | Paula Capovilla       | Forever Young                             |
| 2017      | Paula Flaibann        | Na Laje, o Musical                        |
| 2017      | Simone Gutierrez      | Tudo é Jazz                               |
| 2018      | Amanda Acosta         | Bibi, uma Vida em Musical                 |
| 2018      | Alessandra Maestrini  | O Som e a Sílaba                          |
| 2018      | Bruna Guerin          | Cantando na Chuva                         |
| 2018      | Débora Reis           | Hebe, o Musical                           |
| 2018      | Malu Rodrigues        | A Noviça Rebelde                          |
| 2019      | Larissa Luz           | Elza                                      |
| 2019      | Amanda Acosta         | As Cangaceiras                            |
| 2019      | Bruna Guerin          | Natasha, Pierre e O Grande Cometa de 1812 |
| 2019      | Jullie                | Nelson Gonçalves, o Musical               |
| 2019      | Luci Salutes          | Se Essa Lua Fosse Minha                   |
| 2020/2021 | Letícia Soares        | A Cor Púrpura, o Musical                  |
| 2020/2021 | Fernanda Jacob        | Dona Ivone Lara, o Musical                |
| 2020/2021 | Nicole Rosemberg      | Zorro, Nasce uma Lenda                    |
| 2020/2021 | Totia Meirelles       | Pippin                                    |
| 2022      | Andrezza Massei       | Sweeney Todd                              |
| 2022      | Carol Costa           | Chicago                                   |
| 2022      | Cláudia Raia          | Conserto para Dois, O Musical             |
| 2022      | Karin Hils            | Donna Summer, Musical                     |
| 2022      | Marisa Orth           | A Família Addams                          |
| 2023      | Bruna Guerin          | Once, o Musical                           |
| 2023      | Eline Porto           | Bonnie & Clyde                            |
| 2023      | Giovanna Rangel       | Anastasia, o Musical                      |
| 2023      | Giulia Nadruz         | West Side Story                           |
| 2023      | Luciana Braga         | Judy - O Arco-Íris é aqui                 |
| 2024      | Giulia Nadruz         | Funny Girl - A Garota Genial              |
| 2024      | Ana Luiza Ferreira    | Beetlejuice - O Musical                   |
| 2024      | Cláudia Raia          | Tarsila, a Brasileira                     |
| 2024      | Fabi Bang             | Cabaret - Kit Kat Club                    |
| 2024      | Verónica Valenttino   | Priscilla, a Rainha do Deserto            |